# Arius intermedius
Arius intermedius és una espècie de peix de la família dels àrids i de l'ordre dels siluriformes.

## Morfologia
Els mascles poden assolir els 15 cm de llargària total.

## Alimentació
Menja crustacis i peixets.

## Distribució geogràfica
Es troba al curs inferior del riu Mekong, als rius de Borneo i Sumatra (Indonèsia) i el riu Chao Phraya a Tailàndia.